# The Story of Joanna
The Story of Joanna és una pel·lícula pornogràfica de 1975 dirigida per Gerard Damiano i protagonitzada per Jamie Gillis i Terri Hall . La pel·lícula té un tema de sadomasoquisme influenciat per Histoire d'O (1954). Es considera un dels clàssics de l'Edat d'Or del Porno (1969–1984). Ha estat inclosa al Saló de la Fama de XRCO.

## Repartiment
- Jamie Gillis as Jason
- Terri Hall as Joanna
- Zebedy Colt as Griffin
- Juliet Graham as Gena
- Steven Lark as Dancer

## Recepció
Roger Feelbert de Pornonomy va donar a la pel·lícula una qualificació B-, afirmant: "Tècnicament, la pel·lícula tenia un aspecte fantàstic; en particular, l'escena entre Graham i Colt hauria de classificar-se com una de les escenes hardcore més ben rodades que puc recordar. - però pateix un ritme desigual. És de to fosc, però no tan atractiu com, per exemple, les 3 del matí o The Devil in Miss Jones. M'alegro d'haver-la vist, però hi ha poques possibilitats que torni a veure-la (excepte, potser, per comprovar l'escena de Graham/Colt.)."